# Kratoysma citri
Kratoysma citri är en stekelart som beskrevs av Boucek 1988. Kratoysma citri ingår i släktet Kratoysma och familjen finglanssteklar.
Artens utbredningsområde är Papua Nya Guinea. Inga underarter finns listade i Catalogue of Life.